# Offentlig konst i Bjärred
Offentlig konst i Bjärred avser olika typer av skulpturer, tavlor och dylikt som finns eller funnits på platser som är öppna för allmänheten i Bjärred.

## Konstverk
Skulpturen Havsmannen (1991) är placerad söder om Långa bryggan i Bjärred och är tänkt som en motsvarighet till Den lille havfrue i Köpenhamn. Verket ska symbolisera mötet mellan hav och himmel samt en oändlig galax. Idén till konstverket kommer från konstnären och nöjesprofilen Knud von Bülow, som också varit delaktig i dess tillkomst. Sedan von Bülow lämnat Bjärred är det oklart vem som idag äger verket. 
År 1992 uppförde Marja Sikström skulpturen Yxform som är placerad vid Medborgarhuset i Bjärred. Skulpturen i grå diabas föreställer en yxa som ser ut att precis ha slagits ner i marken. Med verket ville konstnären skapa en koppling till både forntida stenåldersmänniskor och den omgivande bokskogen. 
Tre segel med solen är en skulptur skapad 1994 av Maha Mustafa. Den är "inspirerad av en sång och utgår från havets betydelse för Bjärred".
Kunskapsstenen från 2010 finns att beskåda på Löddesnässkolan. Den är inspirerad av områdets historia som inkluderar tulpanodling  och en vikingaby. Skulpturen är skapad av My Svennberg och elever på Löddesnässkolan.
Motorsågskonstnären Daniel Anderssons verk Turning torso från 2013 finns att beskåda vid Bjeredsparken samma år uppförde han även Björn Borg som finns att beskåda i Bjärreds saltsjöbadspark. År 2013 uppförde Fabio da Rocha Passos Pinheiro graffitikonst i en gångtunnel i Löddesnäs, Bjärred. Året därpå restaurerades en annan graffitimålning, Staden i våra drömmar, i en tunnel. Denna gång var den ursprungligen gjord på 1980-talet och restaureringen utfördes av Lucid Dream Team.